# Zbigniew Nowacki
 Zbigniew Nowacki (ur. 1940 w Kutnie) – inżynier, profesor, naukowiec zajmujący się automatyką napędu elektrycznego i energoelektroniką.
W roku 1962 ukończył studia na Wydziale Elektrycznym PŁ. Po trzyletnim okresie zatrudnienia w Fabryce Transformatorów i Aparatury Trakcyjnej „Elta” w Łodzi rozpoczął w roku 1966 pracę na Politechnice Łódzkiej w Katedrze Automatyki, przekształconej następnie w Instytut Automatyki. Na Wydziale Elektrycznym uzyskał w 1970 roku stopień doktora, a w 1981 roku stopień doktora habilitowanego. Tytuł profesora otrzymał w 1996 roku, a od 2003 roku jest profesorem zwyczajnym.
Wyniki swych prac opublikował w ponad 80 artykułach i referatach na konferencjach. Jest autorem dwóch monografii i jednej książki oraz trzech skryptów.
Pełnił funkcje prodziekana Wydziału Elektrotechniki i Elektroniki (1987–1993) i zastępcy dyrektora Instytutu Automatyki (1995–1998). Był twórcą i kierownikiem Zakładu Napędu Elektrycznego i Automatyki Przemysłowej w Instytucie Automatyki (1989–2007). Jest członkiem PTETiS, a w roku 1998 uzyskał tytuł Senior Member IEEE. W roku 2004 był wybrany do Komitetu Badań Naukowych, w latach 2004–2008 był członkiem Rady Nauki przy Ministerstwie Nauki i Szkolnictwa Wyższego. W roku 2008 otrzymał Medal Komisji Edukacji Narodowej, a w roku 2011 odznaczony został Krzyżem Kawalerskim Orderu Odrodzenia Polski.